# Nicoleta Alexandru
Nicoleta Alexandru (født d. 5. november 1968 i Bukarest) med artistnavnet Nicola er en rumænsk sanger, som repræsenterede Rumænien ved Eurovision Song Contest 2003, med sangen "Don't break my heart", som fik en 10. plads.
Nicola indledte sin solokarriere i 1992 og har turneret flittigt ved siden af medvirken i flere TV-, radio- og naturligvis scene-optrædener. 2003 udnævntes hun til "Årets kvinde" af avisen Avantaje, og hendes sang "Lângă Mine" blev udnævnt til "Årets sang" af radiostationerne Bucureşti og Actualitati. Hun har tillige modtaget hædersbevisninger ved sangfestivalen Mamaia.
I januar 2005 udgav hun sit femte album "De Mă Vei Chema" som indeholdt to singler, som blev store hits i Rumænien. Hun vandt titlen som "Bedste kvindelige artist" ved MTV Romania Music Awards 2005. År 2008 deltog hun i den nationale udtagelseskonkurrence til Eurovision Song Contest med sangen "Fairytale Story", men endte på en 7. plads af 12 finalister. I august 2009 udgav hun sit sjette album "Thank You".
Blandt hendes store hits er "Dincolo de noapte", "De ma vei chema", "Honey", "Lângă Mine", "Doar noi doi" samt "Nu stiam".

## Diskografi

### Album
- 1999 – Cu Tălpile Goale
- 2000 – Turquoise
- 2002 – Lângă Mine
- 2003 – Best Of Nicola
- 2005 – De Mă Vei Chema
- 2009 – Thank You